# Domenico Piò
Domenico Piò (Bologna, 1715 – Roma, 1801) è stato uno scultore italiano.

## Biografia

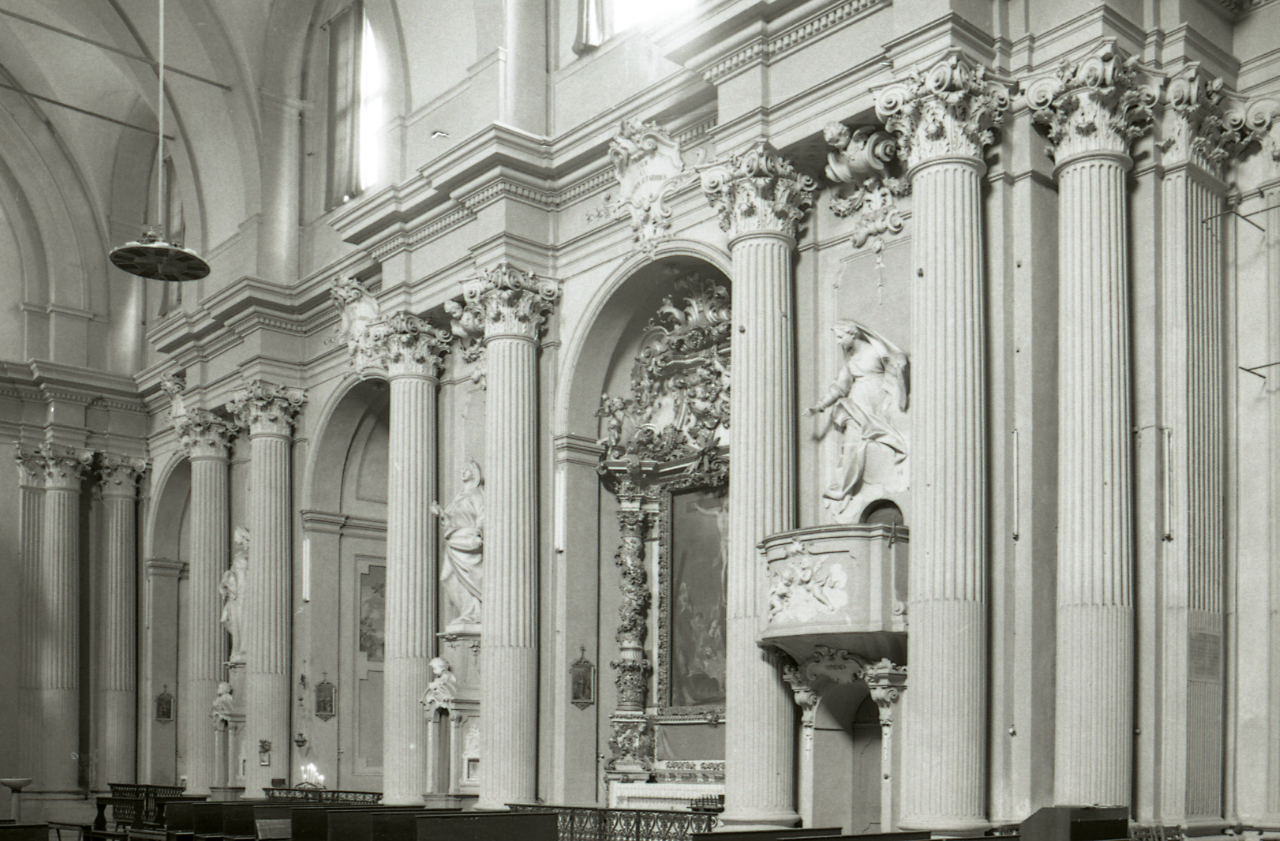
Sculture nella chiesa di Sant'Agostino a Imola

Domenico Piò era figlio di Angelo Piò, scultore attivo a Bologna nell'ambito del rococò, grazie al quale si avvicinò all'arte, ricevendo da lui preziosi insegnamenti e collaborando con lui in numerose opere.
Le testimonianze storiche menzionano oltre venti lavori eseguiti assieme da padre e figlio, anche se erano per lo più soggetti scenografici, tendenti a essere distrutti dopo l'uso.
Domenico entrò a far parte dell'Accademia Clementina già nel 1747, dapprima come segretario e poi con incarichi direttivi  dal 1766.
Durante la sua carriera ottenne premi e riconoscimenti, quali il grado di colonnello dalla corte di San Pietroburgo.
Risultò fondamentale la sua influenza sullo stile bolognese della seconda metà del Settecento, anticipando elementi neoclassici.
Tra le sue opere spicca la scultura per onorare Mauro Tesi (1767), presente nella basilica di San Petronio, anche se l'architetto Carlo Bianconi non sembrò, in un primo tempo, molto entusiasta.
Tra gli altri lavori del Piò si ricordano il gruppo di Ercole e il leone Nemeo, eretto nel cortile di casa Orsi, la decorazione dello scalone di palazzo Merendoni, sei statue all'interno della chiesa di Sant'Agostino a Imola, sempre aventi le stesse caratteristiche, di saldatura tra il Seicento e il  neoclassicismo.

## Opere
- Scultura Mauro Tesi, basilica di San Petronio (1767);
- Ercole e il leone Nemeo, cortile di casa Orsi;
- Decorazione dello scalone di palazzo Merendoni.